# 이언 천
이언 천(Ian Chen, 2006년 9월 7일 ~ )은 미국의 아역 배우이다. 타이완계 미국인으로 중국어 이름은 천치예(중국어: 陳琦燁, 병음: Chén Qíyè, 한자음: 진기엽). 아시아계 인물들이 이끄는 TV 드라마 《프레시 오프 더 보트》의 에번 역으로 알려져 있으며, 《닥터 켄》에도 단역 출연하였다.

## 출연 작품
- 샤잠 - 유진 역
- 안녕 베일리 - 어린 트렌트 역
- 샤잠! 신들의 분노 - 유진 초이 역